# رشمیا
رشمیا روستایی در شهرستان عالیه در لبنان است. بشاره الخوری، اولین رئیس جمهور لبنان پس از استقلال این کشور، از جمله متولدان شناخته‌شدهٔ رشمیا است. رشمیا در منطقه‌ای کوهستان از لبنان واقع شده‌است.